# Ankasocris
Ankasocris là một chi bướm đêm thuộc họ Zygaenidae, chỉ gồm một loài Ankasocris striatus. Nó được tìm thấy ở Madagascar.